# Platygyra sinensis
Espèce
Statut CITES
Platygyra sinensis est une espèce de coraux appartenant à la famille des Merulinidae ou la famille Faviidae.